# Parc provincial Fitzroy
Le parc provincial Fitzroy (anglais : Fitzroy Provincial Park) est un parc provincial de l'Ontario (Canada) situé à l'ouest d'Ottawa. Ce petit parc est caractérisé par ses forêts peuplées d'arbres centenaires dont un peuplement de chêne à gros fruits de plus de 200 ans.